# جون تايلور جونز
جون تايلور جونز (بالإنجليزية: John Taylor Jones)‏ هو مترجم أمريكي، ولد في 16 يوليو 1802 في نيو إيبسويتش في الولايات المتحدة، وتوفي في 13 سبتمبر 1851 في بانكوك في تايلاند.